# Queso nata de Cantabria
El queso nata de Cantabria es un queso hecho con leche entera de vaca de raza frisona, que se realiza en Cantabria (España). Es un queso con denominación de origen protegida. Anteriormente era conocido como queso de Cantabria.
Se trata de un queso de pasta prensada. Es graso, y contiene un mínimo de 45% de materia grasa en extracto seco. Madura durante, al menos, siete días. 
Cada unidad pesa entre 400 y 2800 gramos. La corteza es blanda, de color hueso. La pasta también tiene color hueso, normalmente desprovista de ojos, textura sólida y cremosa.  
La coagulación de la leche se efectúa con cuajo animal u otros enzimas coagulantes que estén autorizados por el Consejo Regulador. El cuajo procede de terneros lechales de las propias vacas "Pintas de Cantabria".

## Historia
La primera noticia sobre el queso de Cantabria está en el Cartulario de Santo Toribio de Liébana. El 15 de mayo del año 962 Matecia y su sobrino Vicente venden una tierra a Savarico y su mujer Vistrelli por "un cabrone et marruana así como VII casios".
El usar queso como sustitutivo de moneda fue una práctica corriente en esta época para efectuar ventas en que se hacía un trueque de unas cosas por otras.
En cuanto a la aparición de noticias del queso de la Montaña en la literatura, también es muy antigua, y Rodrigo de Reinosa alude en varios versos al queso refiriéndose al recental (reciente) y distinguiendo el peguial, el requesón e incluso nombra la famosa quesada de Pas, que hoy en día sigue siendo un producto de prestigio.
Las dos zonas históricas más importantes en cuanto se refiere a fabricación de queso, Liébana y villas pasiegas, en la actualidad fabrican poco y solamente producen algunos artesanos que continúan la tradición quesera, pero sin fábricas organizadas. Por el contrario, en otros puntos de la región hay una floreciente industria lechera y quesera.
Cabe destacar que en la actualidad, en América, hay cántabros con fábricas importantes de queso con fabricación de tipos similares a los de la Montaña.
Los quesos de la región cántabra son muy numerosos y se pueden clasificar (en relación con la leche animal que sirve para fabricarlos) en: quesos de vaca, oveja y cabra. Se dice leche del ganado aludiendo a la que dispone el ganadero en su explotación cuando se elabora el queso con leche de mezcla, de lo que el ejemplo más conocido es el queso picón. Debido a su prestigio tradicional, se empezó a gestionar las denominaciones de origen para el queso de Cantabria.

### Denominación de origen
El reconocimiento como denominación de origen data de 1985, con el nombre de «Queso de Cantabria» (Reglamento aprobado por Orden de 29 de octubre de 1985). Fue inscrito como Denominación de Origen Protegida en el Registro Comunitario por el Reglamento (CE) n.º 1107/96 de la Comisión de 12 de junio de 1996, relativo al registro de las indicaciones geográficas y de las denominaciones de origen con arreglo al procedimiento establecido en el artículo 17 del Reglamento (CEE) n.º 2081/92 del Consejo, de 14 de julio de 1992. 
Por Orden del Ministerio de Agricultura, Pesca y Alimentación de 13 de febrero de 2007 se ha cambiado el nombre de «Queso de Cantabria» por «Queso Nata de Cantabria», más acorde con el que tradicionalmente ha tenido este producto.